# Trachelolabus floridus
Trachelolabus floridus es una especie de coleóptero de la familia Attelabidae.

## Distribución geográfica
Habita en China.